# Прапор Багачевого

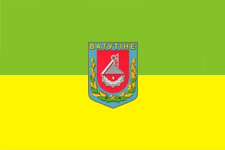
Прапор Багачевого

Пра́пор Багачевого — офіційний символ міста Багачеве, міста обласного підпорядкування Черкаської області), затверджений рішенням № 180 виконавчого комітету міської ради від 19 травня 1994 року.

## Опис
Прапор міста Багачеве являє собою прямокутне полотнище з двох рівновеликих горизонтальних смуг: верхня — зеленого, нижня — жовтого кольору. Відношення ширини прапора до його довжини — 2:3.
В центрі прапора розміщено герб міста.

## Джерело
- Про місто на www.vatytino-rada.gov.ua (Офіційна вебсторінка Ватутінської міської ради)